# أيون وليامز
أيون وليامز (بالألمانية: Ion James Muirhead Williams) (و. 1912 – 2001 م) هو عالم نبات، من جنوب أفريقيا، ولد في مستعمرة كيب، توفي عن عمر يناهز 89 عاماً.